# Кубок Албанії з футболу 2023—2024
Кубок Албанії з футболу 2023–2024 — 72-й розіграш кубкового футбольного турніру в Албанії. Титул захистила Егнатія.

## Календар
| Раунд            | Дата                       | Матчі | Клуби   |
| ---------------- | -------------------------- | ----- | ------- |
| Попередній раунд | 27–28 вересня 2023         | 4     | 44 → 40 |
| Перший раунд     | 17–18 жовтня 2023          | 16    | 40 → 24 |
| Другий раунд     | 6 грудня 2023              | 8     | 24 → 16 |
| 1/8 фіналу       | 24 січня 2024              | 16    | 16 → 8  |
| 1/4 фіналу       | 20 лютого – 6 березня 2024 | 8     | 8 → 4   |
| 1/2 фіналу       | 3–24 квітня 2024           | 4     | 4 → 2   |
| Фінал            | 14 травня 2024             | 1     | 2 → 1   |

## Попередній раунд
| Команда 1       | Рахунок      | Команда 2     |
| --------------- | ------------ | ------------- |
| 27 вересня 2023 |              |               |
| Мурлані (3)     | 2:2 пен. 8:7 | Грамші (3)    |
| Шкумбіні (3)    | 2:1          | Албанет (3)   |
| Дельвіна (3)    | 3:0          | Малікі (3)    |
| 28 вересня 2023 |              |               |
| Ілірія (3)      | 2:0          | Адріатіку (3) |

## Перший раунд
| Команда 1        | Рахунок      | Команда 2        |
| ---------------- | ------------ | ---------------- |
| 17 жовтня 2023   |              |                  |
| Фламуртарі (2)   | 2:0          | АС Люфтетарі (3) |
| Беселіджа (3)    | 0:3          | АФ Ельбасані (2) |
| 18 жовтня 2023   |              |                  |
| Бюліс (2)        | 4:1          | Мурлані (3)      |
| Кастріоті (2)    | 3:2          | Шкумбіні (3)     |
| Скендербеу       | 3:0          | Дельвіна (3)     |
| Динамо (Тирана)  | 3:0          | Ілірія (3)       |
| Томорі (2)       | 1:0          | Шенколлі (3)     |
| Корабі (2)       | 4:0          | Деволлі (3)      |
| Аполонія (2)     | 4:0          | Кучова (3)       |
| Лузі 2008 (2)    | 3:2          | Бутринті (3)     |
| Беса (2)         | 3:2          | Сопоті (3)       |
| Люшня (2)        | 3:0          | Лаберія (3)      |
| Буррель (2)      | 1:1 пен. 5:4 | Валбона (3)      |
| Оріку (3)        | 2:0          | Поградеці (3)    |
| Турбіна (3)      | 4:0          | Велечіку (3)     |
| Тарбуні Пука (3) | 2:4          | Вора (2)         |

## Другий раунд
| Команда 1       | Рахунок      | Команда 2        |
| --------------- | ------------ | ---------------- |
| 6 грудня 2023   |              |                  |
| Фламуртарі (2)  | 2:0          | Буррель (2)      |
| Бюліс (2)       | 2:2 пен. 3:2 | Вора (2)         |
| Кастріоті (2)   | 2:3          | АФ Ельбасані (2) |
| Скендербеу      | 4:0          | Турбіна (3)      |
| Динамо (Тирана) | 2:0          | Оріку (3)        |
| Томорі (2)      | 0:3          | Люшня (2)        |
| Корабі (2)      | 2:2 пен. 5:4 | Беса (2)         |
| Аполонія (2)    | 2:1          | Лузі 2008 (2)    |

## 1/8 фіналу
| Команда 1     | Рахунок | Команда 2        |
| ------------- | ------- | ---------------- |
| 24 січня 2024 |         |                  |
| Партизані     | 3:1     | Аполонія (2)     |
| Тирана        | 3:0     | Корабі (2)       |
| Егнатія       | 2:0     | Люшня (2)        |
| Влазнія       | 4:0     | Фламуртарі (2)   |
| Лачі          | 1:0     | Динамо (Тирана)  |
| Теута         | 2:0     | Скендербеу       |
| Кукесі        | 1:0     | АФ Ельбасані (2) |
| Ерзені        | 2:1     | Бюліс (2)        |

## 1/4 фіналу
| Команда 1                  | Заг.         | Команда 2 | 1-й матч | 2-й матч |
| -------------------------- | ------------ | --------- | -------- | -------- |
| 20 лютого – 5 березня 2024 |              |           |          |          |
| Кукесі                     | 1:1 пен. 5:3 | Партизані | 0:1      | 1:0      |
| 21 лютого – 5 березня 2024 |              |           |          |          |
| Лачі                       | 1:4          | Егнатія   | 0:1      | 1:3      |
| 20 лютого – 6 березня 2024 |              |           |          |          |
| Теута                      | 1:1 пен. 5:6 | Тирана    | 0:0      | 1:1      |
| 21 лютого – 6 березня 2024 |              |           |          |          |
| Ерзені                     | 3:7          | Влазнія   | 2:1      | 1:6 дч   |

## 1/2 фіналу
| Команда 1        | Заг. | Команда 2 | 1-й матч | 2-й матч |
| ---------------- | ---- | --------- | -------- | -------- |
| 3–24 квітня 2024 |      |           |          |          |
| Кукесі           | 2:1  | Тирана    | 2:0      | 0:1      |
| Егнатія          | 2:1  | Влазнія   | 1:0      | 1:1 дч   |

## Фінал
| 14 травня 2024 20:00 (UTC+2) |

| Кукесі | 0:1      | Егнатія           |
| ------ | -------- | ----------------- |
|        | Протокол | Едісон Ндрека 38' |

| Арена Комбетаре, Тирана Арбітр: Юджин Джая |